# Программированный учебник
Программированный учебник — книга, содержащая учебный материал и указания о том, как сочетать чтение материала с контролем усвоения знаний и навыков, как находить и устранять расхождения между намеченным и достигнутым уровнем усвоения знаний.

## Определение
Согласно БСЭ программированный учебник — это книга, содержащая учебный материал (что учить) и указания о том, как учить — как сочетать чтение (прослушивание) материала с контролем усвоения знаний и навыков, как находить и устранять расхождения между намеченным и достигнутым уровнем усвоения знаний.

## Обучающая программа
Программированный учебник использует линейную, разветвленную или комбинированную обучающую программу, разбивает на части учебный материал, подлежащей усвоению, или указания о выполнении обучаемым определённых действий, дополнительные разъяснения, вопросы и ответы для самопроверки. Программированный учебник служит источником информации, организует учебный процесс, контролирует степень усвоения материала, регулирует темп изучения предмета, даёт необходимые разъяснения, предупреждает ошибки, контролирует действия обучаемого ответами. Если действие выполнено правильно, то обучаемому предлагается перейти к следующей части учебного материала; при неверном ответе разъясняет характерные ошибки, допущенные обучаемым. Только правильно найденный ответ позволяет двигаться вперёд.